# De Gecroonde Raep

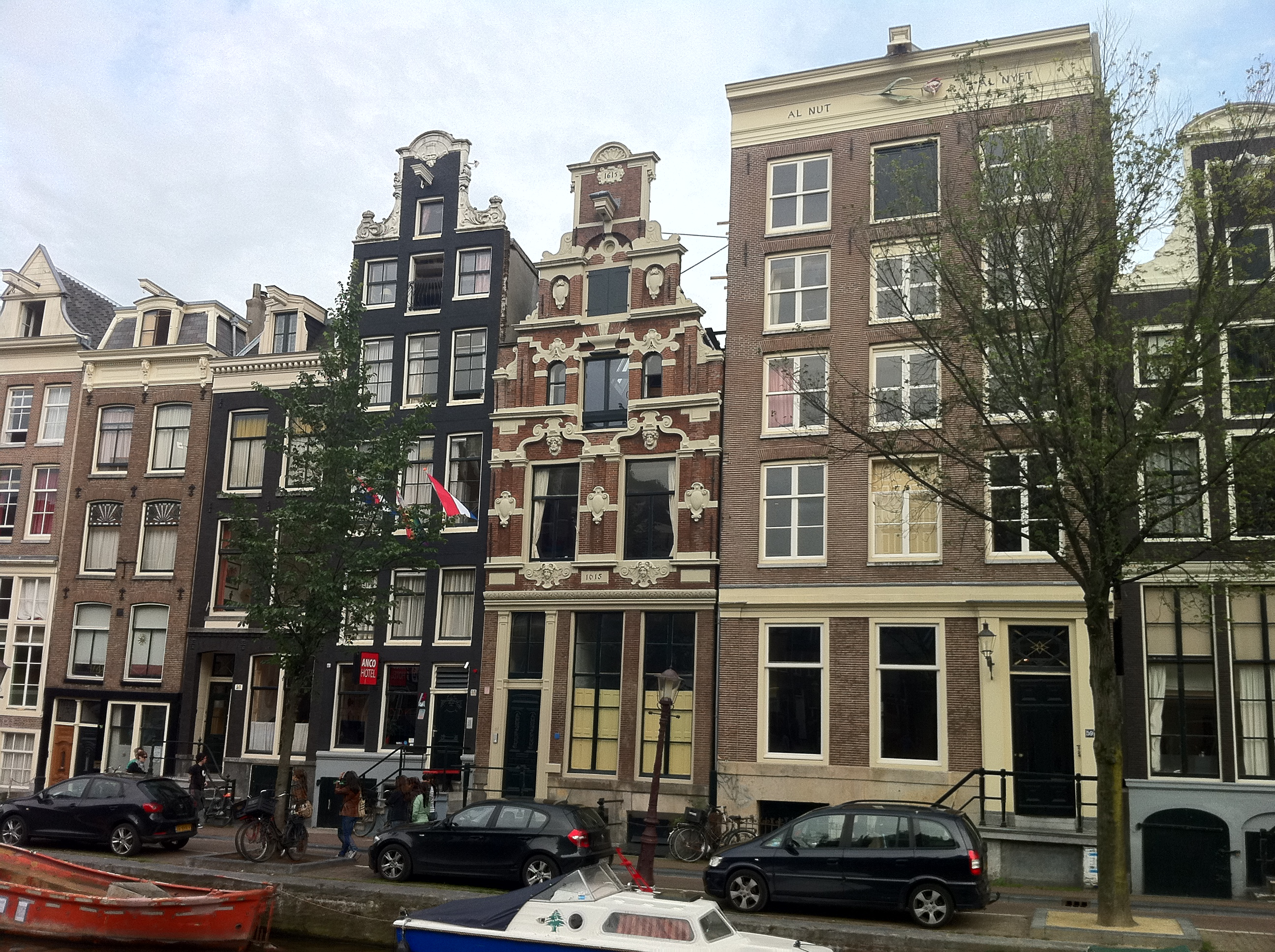
De Gecroonde Raep in augustus 2011

De Gecroonde Raep is een grachtenpand aan de Oudezijds Voorburgwal 57 te Amsterdam. Het is in 1615 door Hendrick de Keyser gebouwd voor Eduard Emtinck (1569-1645) en is het beste voorbeeld van een trapgevel in de barokke Amsterdamse renaissance.
De rijk versierde trapgevel heeft grote trappen met voluten, dubbele pilasters gekoppeld door cartouches (schilden) als muurdammen op de eerste verdieping, accoladebogen boven de vensters, maskers, kopjes en twee jaartalstenen. Opvallend is dat schuin aan de overzijde aan de Oudezijds Voorburgwal 18 (Int Slodt van Egmondt uit circa 1615) een gevelfragment voorkomt dat sterk lijkt op De Gecroonde Raep. Waarschijnlijk is hier sprake van "aannemersplagiaat".
In een zeventiende-eeuws boek over Hendrick de Keyser is een ontwerptekening gepubliceerd, waarop de gevel voor de helft staat afgebeeld (naast de tekening van de gevel van De Dolphijn). De onderpui is later gewijzigd, namelijk versteend.
De Gecroonde Raep is een vroeg voorbeeld van een huis met achterhuis gescheiden door een binnenplaats en een gang die voor- en achterhuis met elkaar verbindt. Maar dit achterhuis is niet, zoals gebruikelijk, dwars geplaatst. Het achterhuis bevindt zich aan de Oudezijds Achterburgwal (nummer 46A). Het werd in 1633 uitgebreid, waardoor het huis een L-vormige kavel kreeg. Aan de Achterburgwal-gevel bevinden zich twee jaartalstenen (1615 en 1633) en de gevelsteen De Gecroonde Raep. De jaartalsteen 1633 geeft het gedeelte van het achterhuis aan dat in 1633 bij het achterhuis uit 1615 is getrokken. De achtergevel is sterk gewijzigd, evenals de kap van het huis.
In de 19e eeuw was in het pand een sigarenfabriekje gevestigd en in de 20e eeuw woonde en werkte de beeldhouwer Cephas Stauthamer er, met op de voormalige tabakszolder zijn atelier. Dit architectonisch uiterst belangrijke pand is sinds 1946 eigendom van de Vereniging Hendrick de Keyser. Het is in 1985 gerestaureerd.

## Weetje
- Dit pand stond in 1959 model voor het 10e Delfts blauwe huisje van KLM.